# Idaea rusticata
Pour les articles homonymes, voir Phalène.
Espèce
Idaea rusticata, la Phalène rustique ou Acidalie rustique, est une espèce de lépidoptères (papillons) de la famille des Geometridae et de la sous-famille des Sterrhinae.

## Distribution et habitat
Toute l'Europe jusqu'à l'Iran ; en France elle est répandue partout (sauf dans le Sud-Ouest).
Elle fréquente les friches, les lieux ouverts, les parcs et jardins bien exposés.